# 1605 Milankovitch
1605 Milankovitch eller 1936 GA är en asteroid i huvudbältet, som upptäcktes 13 april 1936 av den serbiske astronomen Petar Đurković i Uccle. Asteroiden har fått sitt namn efter den serbiske matematikern, astrofysikern och ingenjören, Milutin Milanković.
Asteroiden har en diameter på ungefär 29 kilometer och den tillhör asteroidgruppen Eos.